# Пітер Мейг'ю
Пітер Мейг'ю (англ. Peter Mayhew; нар. 19 травня 1944, Лондон, Велика Британія — пом. 30 квітня 2019, Бойд, США) — британський і американський актор, відомий за роль вукі Чубакки у серії фільмів «Зоряні війни».
Зріст актора був 221 см.

## Фільмографія (вибірково)
- 2015 — Зоряні війни: Пробудження Сили
- 2014 — Killer Ink
- 2008 — Вчора була брехня/Yesterday Was a Lie
- 2005 — Зоряні війни: Помста ситхів
- 2004 — Comic Book: The Movie
- 1983 — Зоряні війни: Повернення джедая
- 1980 — Зоряні війни: Імперія завдає удару у відповідь
- 1978 — Terror
- 1978 — The Star Wars Holiday Special
- 1977 — Зоряні війни: Нова надія